# Лозное (Волгоградская область)
Ло́зное — село в Дубовском районе Волгоградской области, административный центр Лозновского сельского поселения.
Расположено по берегам Некчетовой балки, притока реки Тишанки, в 41 км от Дубовки. В ноябре — декабре 1918 года здесь шли упорные бои между Советами и Добровольческой армией.

## История
Село Лозное возникло в первой четверти XIX века у места впадения в реку Лозную ручья современной балки Некчетовой. По сохранившимся легендам место это было глухое, но красивое. Кругом заросли лозняка (тальника). Своё название получило от реки Лозной. Основано село недалеко от проселочного тракта из посада Дубовка к реке Иловле. Название реки известно со времён восстания Емельяна Пугачёва. В августе 1774 года на реке Лозной была разбита артиллерийским майором Харитоновым шайка пугачёвцев. Кто были первые поселенцы, неизвестно. Старожилы слышали от своих предков, что среди них были ссыльные из центральных губерний. Потом село стало заселяться малороссами из числа государственных крестьян. В конце 30-х годов 19 в. здесь появились выходцы из Воронежской и Тамбовской губерний. Село вытянулось вдоль речки и со временем появились улицы: Запруда, Гусынка, Островок, Красноглиновка, Голопузовка, Гамазей, Непочётка, Галоша, Москва.
В 1848 году в селе была выстроена деревянная церковь во имя святого великомученика Дмитрия Солунского.
В « Списках населённых мест Российской империи» за 1862 год имеются сведения, о том, что село казённое. В нём 130 дворов и 1194 жителя. Среди основных занятий населения названы: земледелие, бахчеводство, чумачество.
В 1882 году в Лозном было 268 дворов, 1778 человек населения.
В 1894 году — 336 дворов, 1904 человек населения. Административно входило в состав Царицынского уезда Саратовской губернии (с 1918 года – Царицынской).
В начале 20 века село успешно развивалось. Через Лозное тянулись обозы из Дубовки в сёла и станицы на Дону. Везли тысячи пудов хлеба, строевой лес, рыбу, железо, изделия кустарей. К 1912 году число жителей возросло до 3481 человека.
В селе имелись две школы (земская и церковно-приходская), 3 лавки, 16 мельниц, 2 маслобойни, 4 кузницы, 1755 голов крупного рогатого скота.
В 1894 году был выстроен обществом первый со времени существования села мост через речку Лозную.
В начале века (1913—1916 гг) была построена новая каменная церковь.

### По словарю Минха
Лозное (по списку населённых мест центрального статистического комитета издания 1862 г. — Лазное) — село Ивановской волости, Царицынского уезда (2 стана, 2 участка земского начальника).
Расположено под 49* 17' северной широты и 14* 6' восточной долготы от Пулкова, по речке Лозной (от которой получило название), верстах в 5-7 от границы Войска Донского, в 70-75 от г. Царицына, 10-12 от волостного села Малой Ивановки, в 40-45 к северо-западу от посада Дубовки по Урюпинской дороге, главному тракту чумаков; в 15 верстах от с. Давыдовки; в 7 от хутора Сазонова (области Войска Донского, Качалинской станицы); в 18 от с. Большой Ивановки (Александровской волости); в 12 от хутора Садки (Ерзовской волости); в 12 от усадьбы крестьянина Бугрова; 25 от станции Качалино (Грязе-Царицынской железной дороги) и 279 верстах от Саратова.
Из Лозной, кроме Урюпинской, расходятся ещё несколько дорог в некоторые станицы и хутора Усть-Медведицкого и Нижнее-Чирского округов, области Войска Донского в с. Ольховку (Царицынского уезда) через большие села: Большую Ивановку (Александровской волости), Солодчи и соединенные села Каменный Брод и Успенку.
Село Лозное поселено в первой четверти XIX столетия государственными крестьянами-малороссами, ныне обрусевшими, которых, по 10 ревизии 1857 г., числилось 575 душ мужского пола, 622 женского, всего 1197 душ обоего пола.
По сведениям А. А. Зимнюкова, поселенцы — выходцы из Тамбовской и Воронежской губерний, в 1839 году.
По списку населённых мест центрального статистического комитета, издания 1862 г., казённое село Лазное (тоже Лозное), показано при речке Лазной, в 68 верстах от уездного города Царицына, и в нём: 130 дворов, 575 душ мужского пола, 622 женского, всего 1197 душ обоего пола.
Церковь православная — 1, мельниц — 8.
По сведениям Саратовской губернской земской управы в 1882 г. здесь считалось: 268 домохозяев, 918 душ мужского пола, 860 женского, всего 1778 душ обоего пола, наделенных 9124 десятин удобной и неудобной, суглинистой, местами супесковатой, земли; кроме того, крестьяне арендовали казённый участок.
Село богато рабочим рогатым скотом; крестьяне занимаются земледелием, бахчеводством и чумачеством (извозом); в урожайные годы они в зимнее время всегда жили дома, не уходя на промыслы.
До 1888 г. здесь не было училища, и многие учились по зимам грамоте самоучкою по Почаевским церковным азбукам и как попало.
В 1888 году выстроено здание земской школы с помещением для учителя, а в 1891 г. открыта, кроме того, ещё церковно-приходская школа: обе полны мальчиками и девочками.
Почти одновременно с открытием земской школы, управлявшая раньше в женском монастыре хором, девица Ястребова, образовала здесь хор певчих из детей и взрослых обоего пола.
По сведениям губернского статистического комитета, изд. 1891 г., в с. Лозном считалось: 310 дворов, 1098 душ мужского пола, 1080 женского, всего 2178 душ обоего пола всех жителей.
По сведениям Ивановского волостного правления 1894 г., с. Лозное считается в 70 верстах от г. Царицына и в 12 от с. Малой Ивановки.
В селе 310 дворов, 962 души мужского пола, 942 женского, всего 1904 душ обоего пола наличных крестьян, наделенных: 6019 десятин удобной земли, в том числе 5868 десятин пашня и 150 десятин лесу, и неудобной 3104 десятины, всего 9123 десятины.
Церковь православная — 1, школ — 2, кабак — 1, лавок — 3, мельниц — 16, маслобоен — 2, кузниц — 4.
По списку населённых мест губернской земской управы в с. Лозном колодцев — до 30, берега речки у села отлогие; церковь во имя великомученика Дмитрия Солунского, деревянная, крыта железом, выстроена в 1848 г., освящена в 1849 г.; она однопрестольная тесна и мала для селения; ей принадлежит сторожка и дом для священника.
Земли при церкви усадебной и сенокосной 48,5 десятин. Причт состоит из священника и псаломщика, которым положено казённого жалованья 123 руб. 45 коп. в год.
В селе 2 училища: школа грамоты, открытая 2 ноября 1887 г. и земская одноклассная школа с 4 ноября 1887 г.
Церковно-приходское попечительство открыто 8 сентября 1894 года.
Кроме села в приходе один только хутор Садки в 8 верстах и всех прихожан в 1896 г. считалось 2541 душ обоего пола.
Базаров и ярмарок нет.
В 1894 г. здесь считалось 336 дворов, в том числе 4 общественных здания: школа, церковная сторожка, дом для священника и изба для выделки овчин; строения деревянные и глинобитные, большей частью покрыты соломой более 1/3 тесом и 1 дом железом.
Жителей 962 души мужского пола, 942 женского, всего 1904 души обоего пола бывших государственных крестьян, составляющих одно сельское общество великороссов православных; кроме того, духовенства 2 семьи, в 6 душ мужского пола, 3 женского, итого 9 душ обоего пола.
Крестьяне наделены казною 6020 десятин удобной земли.
Вследствие недостачи корма в последние неурожайные годы и принятых правительством мер против чумы рогатого скота и её заноса чумаками и гуртовщиками, заправские чумаки с. Лозного, хотя ещё не многие, решились, в виде опыта, завести верблюдов, которых при одинаковой работе с волами (возка клади, пахота плугом и бороньба) нужно меньше корма и худшего качества, только сдобренного солью.
Более зажиточные крестьяне, один за другим, обзаводятся теперь верблюдами, покупая их за Волгой в Рынах. Прямо у киргизов, и в других местах на ярмарках от 50 до 70 рублей за верблюда. Их в 1894 г. имелось в Лозной несколько десятков и каждый из них заменяет в работе среднюю пару волов.
Город Царицын манит к себе рабочих из дальних сел; до него всего 70 верст, проселочной дороги, от с. Лозного: до последних годов (П. А. Гуревич-Афанасьев: Саратовские Губернские ведомости, 1894 г. № 89), в которые многое изменилось в хозяйственной жизни, лозновцы ездили в Царицын за рыбой, на ярмарки для покупки, мены и продажи коней рогатого скота, а также рядиться для перевозки кладей в Ставрополь (на Кавказе) и другие места; случаи же переселения лозновцев в Царицын на постоянное жительство были так редки, что в течение 15 лет переселилось туда только одно семейство. Но с этого времени некоторые из тех, которые или проторговались, или лишились скота по случаю неурожая и другим причинам, стали переселяться на зимовку в Царицын, для занятия там на конях извозным промыслом, забравши с собою жен и детей; некоторые из переселенцев остались там навсегда.
До этого Лозное распространялось вдоль и в ширь, обстраивалось, а теперь (1894 г.) тут стоит несколько домов с забитыми дверями и окнами, а дворы их обращены в пустыри.
В Царицыне, за р. Царицею, теперь маленькая колония лозновцев, обзаведшихся своими домиками.
Село Лозное находится в удобном месте для садоводства, огородничества и полеводства; село это расположено в горах на двух сливающихся речках Некчатовой и Лозной; во владении его есть несколько очень глубоких, пологих лесных балок, из которых одна с дубово-берёзовым лесом, называется Берёзовой балкой: берёза в Царицынском уезде - редкость.
Лозное находится в центре треугольника между посадом Дубовкой (в 40 верстах) и торговыми станицами области войска Донского — Качалинской и Илавлинской (по 30 верст), в самом благоприятном месте для крестьянских промыслов и потому к переселению земледельцев — чумаков в город из такого места нельзя относиться сочувственно.
Однако, несмотря на переселение нескольких семейств в Царицын, Лозное пока нив чем не оскудело.
В 1894 г. выстроен обществом, первый со времени существования селения, мост через речку; малые церковные колокола заменены на большие, солидного веса на собственные общественные деньги. Огромный длинный пруд в Лозной запружен каменной плотиной, но 13 января 1895 года, вследствие оттепели и сильного дождя, водой и льдом прорвало эту плотину и затопило на низких местах крестьянские базы, амбары и котухи. В Лозном около 20 ветряных мельниц.
Лозновцы живут по речкам в самых удобных местах для садоводства и огородничества в Царицынском уезде, почему в селе немало садов и огородов, но из них только 3-4 поливаются чигирями; в садах одни вишни и уход за садами и огородами плох, предоставленный всецело одним бабам. В огородах сеют свеклу, лук, чеснок, картофель, капусту и у очень немногих огурцы, тогда как последние разводятся в большем количестве, верстах в 7 от Лозного, Астраханскими татарами из села Бахтиаровки, Царевского уезда, арендующими все левады у казаков хутора Садки (на Тишиной балке), Пичугинской станицы и по речке Берде, снабжающих окрестность огурцами, капустой, морковью и картофелем.
В Лозном лишь один лук возят бабы возами в посад Дубовку. Стоя на бойкой торговой дороге из посада Дубовки в станицу Урюпино и другие селения войска Донского, Лозное настоящие ворота из станиц, сел, деревень и хуторов в Дубовку, куда в урожайные годы привозится на рынок около миллиона пудов разного хлеба, а из Дубовки обратно, через Лозное же, идет всякий строевой лес, лесной материал, горянский товар, железо и всякие изделия Дубовских кустарей. Весною после отпашки, осенью после уборки хлеба, и зимою, санною дорогой через Лозное, тянутся день и ночь бесконечные обозы в Дубовку и обратно.
Кроме того, дорога эта есть самая кратчайшая до станции Арчеда, Грязе-Царицынской железной дороги и до хутора Лыжного, у этой станции, который в последние годы сделался значительным рынком для закупки хлеба и сбыта кустарных изделий и всяких товаров.
От Дубовки до Лозного, по теперешним объездам, никак не менее 45 верст, от Лозного до Ютаева хутора, стоящего на горном берегу реки Иловли, 30 верст, от этого хутора до Липовского вокзала верст 20, а от Липовской полустанции до Арчеды и хутора Лыжного около 20 верст.
Вся дорога от Дубовки до Лыжного богата пастбищами и водопоями для волов и верблюдов, но во время распутицы дорога местами непроездна, а местами нужно делать длинные объезды и в хорошее время, так как запахивают кратчайшие объезды; местами образовались глубокие ерики от дождей.
Дорога эта лежит Царицынским уездом верст на 50 и здесь в трёх местах требует исправления: на 5-й версте от пос. Дубовки; через суходольную вершину речки Тишины, верстах в 16 от Дубовки, на земле удельного ведомства, и третье все въезды из с. Лозного к Дубовке.
Большое неудобство на этом пути заключается в следующем: на всем протяжении этой дороги (около 50 верст) от Дубовки до Лозного нет теперь никакого жилья (Сарат. Губ. вед. 1898 г., № 84).
На этой дороге, верстах в 30 от Дубовки, несколько десятков лет существовал дворик на земле общества села Давидовки, в котором путники находили приют за плату, но в 1898 г. дворик упразднён.
Два места между Дубовкой и Лозным удобны для устройства постоялых дворов: одно верстах в 20 от Дубовки, у переезда через речку Тишину, на удельной земле, где несколько лет стоял хутор арендатора, но после трагической его смерти не осталось давно и следа от его бывших построек. Другое место где стоял дворик на земле с. Давидовки.
В 1896 г. в станице Качалино, у Грязе-Царицынской железной дороги, открылся хлебный рынок, где цена на хлеб стояла на 1-3 копейки за пуд дороже, чем в Дубовке, почему туда и направились обозы с рожью и пшеницей, что невыгодно отразилось на Дубовских торговцах.
Качалино отстоит от Лозного в 30 верстах, а от Дубовки прямой степной дорогой в 60 верстах. Есть предположение соединить Дубовку с Доном железной дорогой.
(Список населённых мест центрального статистического комитета, изд. 1862 г.; Сведения губернской земской управы 1882 г.; Сведения Ивановского волостного правления 1894 г.; Саратовские губернские ведомости 1894 г. № 89, 1895 г. № 55 и 1896 г. № 16, 62 и 85, П. А. Гуревич-Афанасьева; Военно-топографическая карта генерального штаба).
В селе имеется пожарный обоз, состоящий из 2-х заливных насосов, 3-х бочек и прочего инструмента, при 3-х лошадях.

### Революция и гражданская война
Годы революции и Гражданской войны оказались для села очень тяжёлыми. Советская власть здесь была установлена весной 1918 года, население разделилось на сторонников и противников большевиков. Во время рейда Первой Конной Армии по тылам Белогвардейцев в январе 1919 года село стало местом боевых действий. Здесь, на склонах балок Каменная и Некчетовая оборонялись части белогвардейцев под командованием полковника Яковлева. Затем они были отброшены к Садкам, где произошло решающее сражение. Рейд красных конников имел большое значение для восстановлении Советской власти в Царицыне.
После Гражданской войны власть в селе осуществлялась кресткомом. Крестьяне получили от Советской власти землю. В годы НЭПа в селе возродилось много крепких крестьянских хозяйств. Оживилась торговля с городом. Открылась начальная школа, была организована изба-читальня.

### Коллективизация
В 1929 году началась организация колхоза «Заря». Это был первый колхоз на территории села. Крестьяне шли в колхоз крайне неохотно. Вскоре его руководство было обвинено в пособничестве кулакам и арестовано. Затем « Заря» была расформирована и на его базе созданы колхозы «Стахановец» и «Варейкис» (позже переименованный в колхоз «20 лет Октября»).
В годы коллективизации десятки семей были раскулачены, выселены из села, арестованы, отправлены в лагеря.

### Вторая мировая война
В дни Сталинградской битвы фронт подошёл к селу на расстояние 20-50 километров. В Лозном были размещены штабы и тыловые учреждения 66-й, 24-й и 1 -и гвардейской армий, заградительный отряд и несколько полевых подвижных госпиталей.
Местные жители размещали раненных в своих домах, собирали продукты и одежду, помогали санитарам. Сотни солдат и офицеров Красной Армии нашли в лозновской земле своё последнее пристанище. В местной администрации имеются сведения о 667 воинах, похороненных в Братских могилах на территории села. Осенью 1942 года население было эвакуировано в сёла: Романовку, Липовку, Малую и Большую Ивановки. Люди вернулись весной 1943 года и приступили к восстановлению разрушенного хозяйства. В колхозах работали шесть тракторных и четыре полеводческие бригады. В них работали главным образом женщины, старики, подростки. Своим трудом в т-ылу они приближали победу над фашистской Германией. С войны домой не вернулось около двухсот жителей Лозного.

## После войны

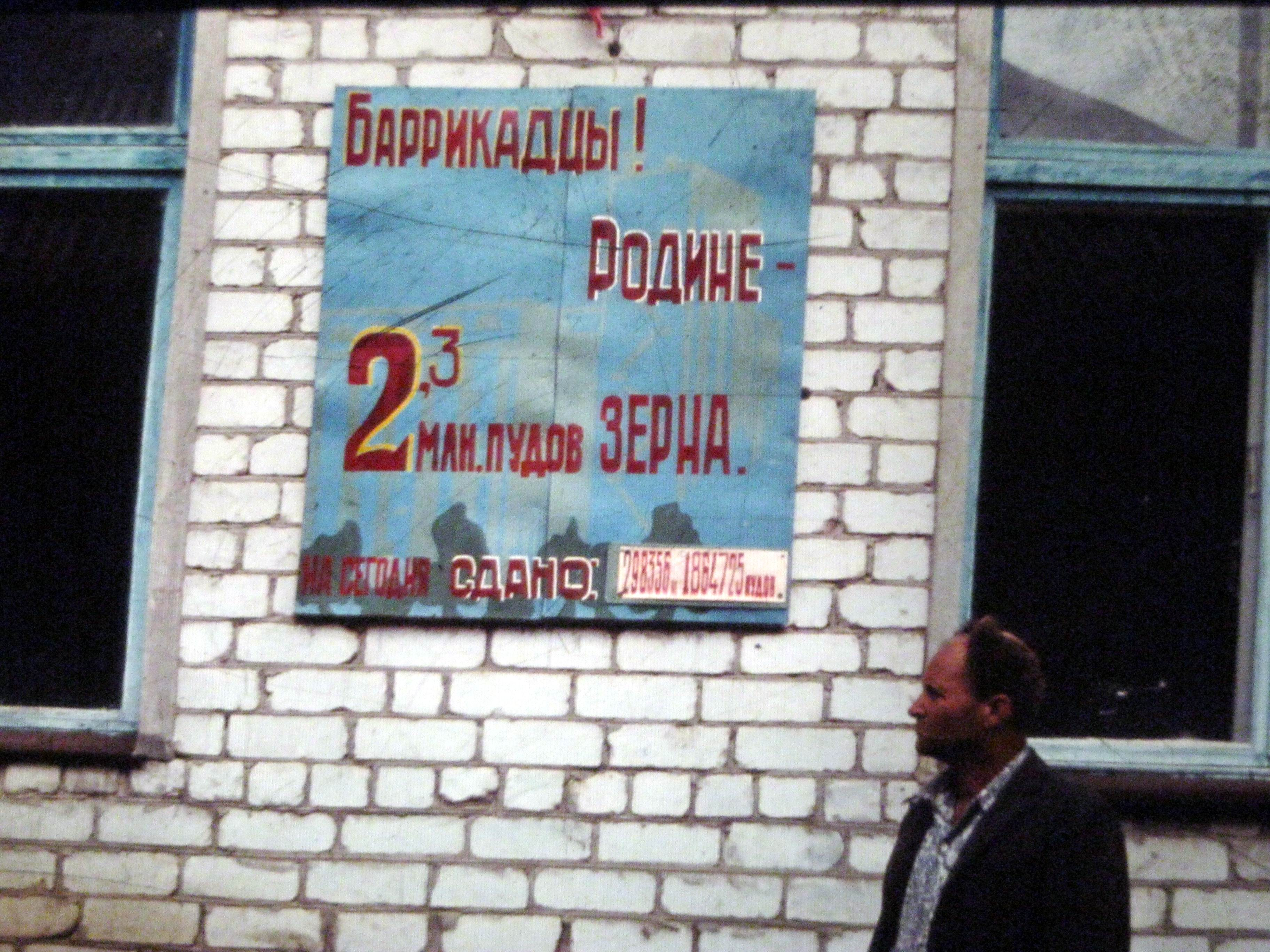
Планы совхоза «Баррикады» 1982 г

Главным событием послевоенного времени, стало размещение в Лозном центральной усадьбы совхоза «Баррикады». За 40 лет существования хозяйства в селе были построены здания школы, Дома культуры, больницы, детского комбината, молочного комплекса, молокозавода, проложена дорога с твёрдым покрытием, создана оросительная система, сданы в эксплуатацию десятки жилых домов. Большую роль в социальном развитии села сыграл директор совхоза А. И. Косов. Большую роль в сохранности совхозного стада и здоровья животных частного владения сыграл главный ветиринар совхоза "Баррикады" Павел Михайлович Акентьев. 
В связи с экономическими трудностями девяностых годов совхоз «Баррикады» прекратил своё существование. Ныне на территории села существует СПХ «Лозное» и крестьянские фермерские хозяйства. В Лозновское сельское поселение входят: с. Садки, х. Спартак, х. Бойкие Дворики.

## Церковь Димитрия Солунского

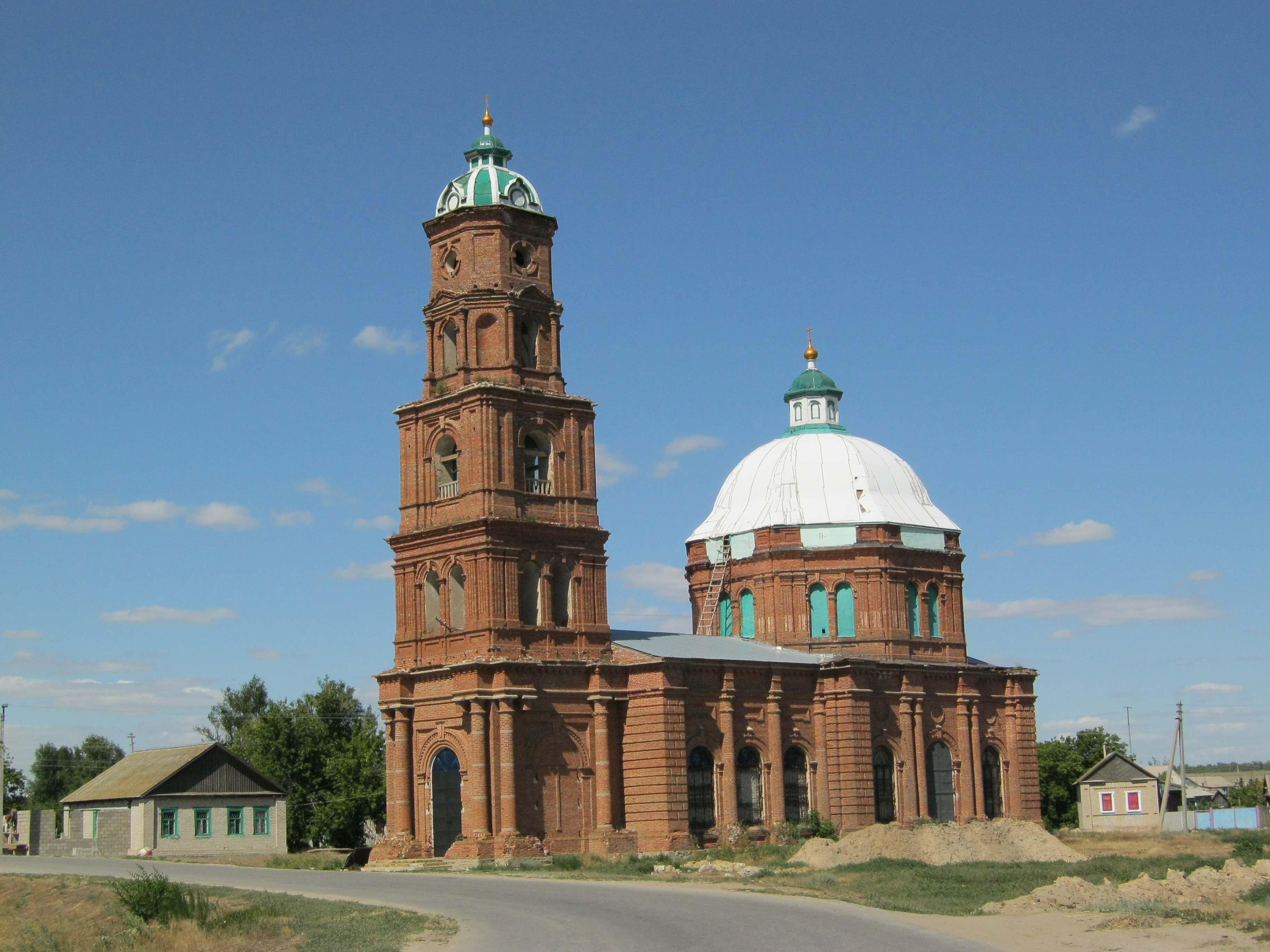
Церковь Димитрия Солунского

Церковь является главной достопримечательностью села Лозное. Известно, что в 1848 году в селе была построена деревянная церковь во имя святого великомученика Дмитрия Солунского. Она небольшого размера, покрыта железом.
К началу 20 века население села насчитывало около двух тысяч человек. Помещение церкви не вмещало всех прихожан. Поэтому, предположительно в 1903 году сельская община решила построить более вместительный и красивый храм. Деньги собирали всем миром. Было собрано около 50 тысяч рублей. Большую сумму денег пожертвовал землевладелец И. Д. Зайцевский. Он же взял на себя хлопоты по организации работ.
Проект на постройку новой церкви был утверждён в январе 1909 года. Наблюдать за строительством было поручено гражданскому инженеру Александру Николаевичу Клементьеву. Он так же должен был в ходе строительства давать технические указания. К строительству Димитриевской церкви приступили в 1913 году. Она была заложена рядом с деревянной церковью. Закончено строительство в 1916 году. Строили из местной глины. На месте здания современной школы был вырыт котлован, откуда брали глину. Здесь же были построены печи для обжига кирпичей. При строительстве в цементный раствор для крепости добавляли яйца и молоко. Основные работы были завершены перед началом Первой мировой войны. Звон колоколов сопровождал солдат, уходивших на войну. Самый большой колокол весил 100пудов|й 11 фунтов. Его звон было слышно за 12 километров. Он всегда звонил в большие праздники и зимой в непогоду, чтобы путники не сбились с пути. По богатству убранства Дмитриевская церковь Лозного соперничала с храмами Дубовки.
Построена церковь в стиле неоклассицизма. Её здание из красного кирпича расположено на обширном пространстве при въезде в село. В объёмной композиции доминирует высокая колокольня в пять ярусов. Она завершается ребристым куполом с люкарнами по сторонам света и маленькой шлемовидной главкой. Колокольня напоминает гигантский обелиск, который взметнулся ввысь. Сам храм в плане квадратный, завершается восьмигранником. Его грани прорезаны сдвоенными арочными окнами. К востоку к храму примыкает пятигранная апсида, а с запада — квадратная трёхосная трапезная.
Главная особенность церкви — двадцать шесть тосканских колонн, которые идут по всему её периметру. Специалисты называют Дмитриевскую церковь в селе Лозное одним из лучших образцов русского классицизма 19 века в Волго — Донском междуречье. Трагическим стал для церкви 1929 год. Она была закрыта и разорена. Последующие несколько десятков лет здание церкви использовали как склад и зернохранилище.
В 1967 году в ней разместили агрегат для приготовления комбикорма, что привело к деформации фундамента и образованию на стенах трещин.
В настоящее время[когда?] храм начал восстанавливаться. Главная заслуга в этом отца Николая, священника Дмитриевской церкви.

## Население
Динамика численности населения по годам:
| 1897 | 1911 | 1987  | 2002 |
| ---- | ---- | ----- | ---- |
| 2169 | 2331 | ≈1300 | 1425 |

| 1936 | 2002  | 2010  |
| ---- | ----- | ----- |
| 1163 | ↗1423 | ↘1356 |